# Бодак, Сергей Степанович
Сергей Степанович Бодак (род. 9 апреля 1964, Москва, СССР) — советский и российский футболист, защитник, мастер спорта СССР (1987).

## Карьера
Воспитанник СДЮШОР «Динамо» Москва. Первый тренер — Юрий Кузнецов.
В 1981—1982 играл в дубле московского «Динамо». Затем 2 года играл в фарм-клубе москвичей «Динамо» (Кашира).
В 1986 провел сезон в команде «Знамя Труда», после чего был принят в «Торпедо» (Москва).
В 1989—1990 играл за «Локомотив» (Москва). В 1989 году в игре против харьковского «Металлиста» получил тяжелую травму — перелом ноги со смещением.
В 1990—1991 провел в клубах второй лиги «Сахалин» и самарских «Крыльях Советов».
В 1992 перешёл во владикавказский «Спартак» в обмен на комплект футбольной формы, где игроком основы так и не стал. В 1993 переехал играть в клуб 2-й лиги «Виктор-Авангард» (Коломна).

### Инцидент с нанесением травмы Тишкову
5 июля 1993 года, выступая за «Виктор-Авангард» в 1/16 кубка России против московского «Динамо», пытаясь сделать подкат, врезался двумя ногами сзади в нападающего москвичей Юрия Тишкова. Результатом стал открытый перелом малой берцовой кости у Тишкова. Несмотря на то, что судья даже не назначил штрафного удара за это нарушение, Бодак был пожизненно лишён лицензии профессионального футболиста. Спустя год по предложению президента «Ротора» Владимира Горюнова был собран новый совет ПФЛ, который амнистировал Бодака.
По признанию Бодака, злого умысла в столкновении с Тишковым он не имел. Он шёл в отбор, но ситуация неожиданно усугубилась тем, что Тишкова подтолкнул перед столкновением бежавший рядом с ним игрок «Виктор-Авангарда». В результате вес тела Тишкова перемещается на ту ногу, в которую и «въехал» Бодак. В определенной степени Бодака поддерживал Сергей Юран. В матче дублёров «Торпедо» — «Динамо» (Киев) Юрана персонально опекал именно Бодак. Однако по отношению к Юрану никакой грубости Бодак не совершал, даже в виде простых ударов по ногам. Серьёзную травму Юрану в том матче нанёс Сергей Шустиков.
Однако Бодаку припомнили[кто?] другой случай: в матче дублёров «Торпедо» — «Динамо» (Минск) он нанёс тяжелую травму (перелом ноги) брату Сергея Алейникова — Анатолию. По признанию Бодака, в той травме не менее виноват и сам Анатолий Алейников — он вышел на матч без щитков.

### Окончание карьеры
В 1995-98 играл в раменском «Сатурне», с которым поднялся из второй лиги в первую, а затем высшую. Однако в высшей лиге уже не играл.
В 1999—2006 работал администратором в «Сатурне». В 2014—2015 — заместитель директора «Сатурна».

## Достижения
- Серебряный призёр чемпионата России: 1992
- Бронзовый призёр чемпионата СССР: 1988
- Победитель Первого дивизиона России: 1998
- Серебряный призёр зоны «Центр» Второй лиги СССР: 1991
- Серебряный призёр Второй лиги России (2): 1993 (4-я зона), 1995 (зона «Центр»)

## Статистика
| Сезон | Клуб            | Матчи | Голы |
| ----- | --------------- | ----- | ---- |
| 1982  | Динамо (Кашира) | 24    | 0    |
| 1983  | Динамо (Кашира) | 10    | 1    |
| 1984  | Динамо (Кашира) | 25    | 1    |
| 1986  | Знамя Труда     | 11    | 0    |
| 1987  | Торпедо (М)     | 16    | 0    |
| 1988  | Торпедо (М)     | 3     | 0    |
| 1989  | Локомотив (М)   | 24    | 0    |
| 1990  | Локомотив (М)   | 15    | 0    |
| 1991  | Сахалин         | 18    | 1    |
| 1991  | Крылья Советов  | 17    | 0    |
| 1992  | Крылья Советов  | 7     | 0    |
| 1992  | Спартак (Вл     | 7     | 0    |
| 1993  | Виктор-Авангард | 17    | 2    |
| 1995  | Сатурн (Р)      | 39+1  | 2    |
| 1996  | Сатурн (Р)      | 38    | 0    |
| 1997  | Сатурн (Р)      | 33    | 0    |
| 1998  | Сатурн (Р)      | 5     | 0    |